# 梁曉文
梁曉文（英語：Rainbow Leung，1986年7月31日—），筆名李香蘭，香港漫畫家。
她先後畢業於香港理工大學設計系及香港城市大學創意媒體學院藝術系，主修藝術繪畫及電影。
2009年獲選為由新鴻基地產及三聯書店 (香港)合辦的第二屆「年輕作家創作比賽」的得獎作品之一，於同年七月的香港書展推出了她的圖文繪本《上．下禾輋》，書中記述了她在鄉村長大的故事，以表達出對人和大自然的關懷。同年九月亦於灣仔艺鵠舉行「上下斜睥：李香蘭《上・下禾輋》原稿展」，展出部份在書中已出版的原稿和不少從未曝光的畫作。
2009年後期李香蘭於明報刊登專欄，她與好友貝貝一起尋訪不同香港平民足跡，專欄記錄了各式各樣香港人的故事，最後於2012年結集成書，出版了《尋人啟事上・下冊》。期間李香蘭亦曾與多個不同單位合作，包括星島日報的漫畫專欄《悅讀中文》，有關米的故事《粒粒皆興奮歐陽應霽》和《中華煤氣公司150 週年紀念冊》漫畫等等。2011年更獲得香港藝術中心邀請到法國安古蘭漫畫節作藝術交流。她亦舉辦過兩次個人畫展，把鄉村文化和故事帶到城市裡。
李香蘭積極參與各類型社區創作，包括YMCA的禁毒漫畫《解毒秘笈》；馬屎埔村壁畫美化計劃；港九潮州公會中學的旺角壁畫設計以及參與了 Detour 2012 由黃國才策展之排檔藝術嘉年華II，為在埸人仕即席人像寫真。
李香蘭觀察入微、用色淡而亮麗、造型純樸有力、走筆活潑。自小在下禾輋村長大的她，崇尚自由奔放的生活，並把這種生活態度轉化成藝術風格。她創作期間，被畫的人大叫救命，圍觀的人就捧腹大笑。
李香蘭現職漫畫家和繪畫導師，繼續尋訪香港人的故事，以畫筆和愛去關懷這城市。

## 出版作品
- 《上．下禾輋》三聯書店(香港) (2009) ISBN 9789620428654
- 《尋人啟事．上》三聯書店(香港) (2012) ISBN 9789620431456
- 《尋人啟事．下》三聯書店(香港) (2012) ISBN 9789620431487
- 《阿貓阿狗》蜂⿃出版 (2020）ISBN 9789887992325
- 《阿貓阿狗二之有情萬萬歲》蜂⿃出版 (2024） ISBN 9789887638933

## 訪問
- 《在晴朗的一天由心出發》黃永心照梁曉文 （页面存档备份，存于） ，商業電台881903節目，2009年7月13日。
- 創意媒體畢業生以畫筆記錄沙田老村生活 ，城大新聞網，2009年9月30日。
- 李香蘭 愛在禾輋 （页面存档备份，存于），東Touch，2011年6月20日。
- 李香蘭x細杰存異不求同 （页面存档备份，存于），太陽報，2012年7月22日。
- 李香蘭貓狗作「畫」題 （页面存档备份，存于），東方日報，2012年8月16日。
- 李香蘭寶石寵物 （页面存档备份，存于），太陽報，2012年8月26日。
- 李香蘭《尋人啟事 尋找有趣香港人》[永久]，星島教育中文網樂，2012年10月12日。
- 講漫．港漫 第2集 Part 1，now 海潤劇集台，2013年1月。
- 細味沙田舊記憶 （页面存档备份，存于） ，太陽報，2013年2月3日。

## 外部連結
- 李香蘭Fan page （页面存档备份，存于）
- 李香蘭Facebook